# Kavach (Zugbeeinflussungssystem)
Kavach (கவாச் – von hindi „Rüstung“) ist ein Zugbeeinflussungssystem, das für die Hauptstrecken der indischen Eisenbahn entwickelt wird. In der Entwicklung ab 2012 hieß es TCAS (von englisch Train Collision Avoidance System – Kollisionsvermeidungssystem).

## Geschichte
Die indische Zugsicherung basiert noch großteils auf manuellen Prozessen mit Streckenstäben. Um eine teure Ausrüstung der Strecken zu vermeiden, wurde ab 2001 an einem GPS-basierten System geforscht. Das ACD (von englisch anti-collision device ‚Antikollisionseinrichtung‘) wurde 2002 auf der Konkanstrecke über 760 Kilometern errichtet und im Testbetrieb geprüft. Im Test stellte sich heraus, dass die horizontale Ortung mit einer Abweichung von bis zu 10 Metern ungenügend ist, wenn mehrgleisige Strecken mit einem Abstand von 10–15 Fuß (3,0–4,6 m) errichtet wurden. ACD benutzt kein Differentielles GPS zur Erhöhung der Genauigkeit. Im Ergebnis kam es zu fehlerhaften Bremsungen der Züge, und die staatliche Entwicklungsbehörde RDSO beschloss, dass für einen zweiten Ansatz eines landeseigenen Systems die Ortung verbessert werden muss.
Im zweiten Ansatz, ab 2008 noch ACD Version-II genannt, bediente man sich am Vorbild der Balisen des europäischen ETCS, stellte jedoch die Transponder auf die Nutzung von RFID-Technik um. Ziel ist dabei, die Kosten für die Streckenausrüstung im Vergleich deutlich zu senken. Dabei werden hauptsächlich Festdatenbalisen zur Erkennung der Position und Richtung (nach dem Überfahren von zwei Balisen) eingesetzt, während die Streckenfreigaben über GSM-Technik bereitgestellt werden. Die Entwicklung ab 2012 zog sich über mehrere Jahre, ab 2016 mit einem Feldtest, die zu einer ersten Spezifikation im März 2017 führte. Teststrecke für TCAS wurde der Bereich der South Central Railway. Bis 2021 wurden hier 1445 km mit 134 Stationen ausgerüstet und 65 Lokomotiven mit der Führerstandsignalisierung ausgerüstet.
Nach diversen weiteren Überlegungen, Entwicklungen und Versuchen entschied das Management der IR im Juli 2017, ETCS Level 1 einzuführen. Aufgrund von Kapazitätsbedenken wurde diese Entscheidung im November gleichen Jahres auf Level 2 geändert. Im Juli 2020 entschied Indian Railways hingegen, die meisten hochausgelasteten Strecken mit Kavach auszurüsten. 2022 entschied die indische Regierung, im Fiskaljahr 2022–23 Mittel für die schnelle Erweiterung um 3000 km im Streckennetz von Delhi bereitzustellen. Dort soll das nun Kavach getaufte System seine Einsatzfähigkeit auch bei 160 km/h beweisen.
In den nachfolgenden Jahren sollen jährlich 4000 bis 5000 km ausgerüstet werden, womit bis 2028 das gesamte Streckennetz in Indien damit abgesichert wäre.

## Technik
RFID-Balisen:
- Einsatzfähigkeit bis mindestens 200 km/h.
- Frequenzbereich 865–867 MHz der RFID-Tags
- Nutzdatenblock von mindestens 128 Bit (einschließlich CRC)
- Lesbarkeit auch bei Wasser bis Schienenoberkante
- RFID-Leser dürfen bis zu 700 mm über Schienenoberkante montiert werden.

Das System soll SIL-4-sicher sein.